# (74090) 1998 QU
(74090) 1998 QU – planetoida z pasa głównego asteroid okrążająca Słońce w ciągu 3 lat i 262 dni w średniej odległości 2,4 j.a. Została odkryta 18 sierpnia 1998 roku w obserwatorium astronomicznym w Costitx przez Àngela Lópeza i Rafaela Pacheco.